# Наомі Вайтгед
Наомі Вайтгед (до шлюбу Вашингтон, англ. Naomi Whitehead; нар. 26 вересня 1910 Джорджія, США) — американська довгожителька, чий вік підтверджено Групою геронтологічних досліджень (GRG) та Групою LongeviQuest (LQ). Наразі вона є найстарішою живою відомою людиною в США та 3-ю найстарішою живою людиною у світі. Вона входить до 90 найстаріших підтверджених людей у світовій історії. Її вік становить 114 років, 327 днів.

## Біографія
Наомі Вайтгед народилася 26 вересня 1910 року в штаті Джорджія, США в сім'ї Дугласа та Поліни Вашингтон. В юності вона допомагала батькам на фермі, збираючи бавовну та тютюн.
У 1930 році вона вийшла заміж за Сільвестра Вайтгеда, у пари було троє синів. У 1980-х роках її чоловік помер. У 2011 році, на момент смерті свого останнього сина, Вайтгед проживала в Шароні, штат Пенсільванія. У віці 90 років помер її батько.
26 вересня 2020 року Вайтгед відзначила свій 110-й день народження та стала довгожителем. На той час у неї було 12 внуків, 28 правнуків, 49 праправнуків та три прапраправнуки. 
Вона часто захоплюється кулінарією, випічкою, малюванням та прослуховуванням музики. Своїм довголіттям Вайтхед заявила, що ніколи не курила і не вживала алкоголь. Вона сказала журналістам: «Я житиму стільки, скільки дозволить мені Господь».
Наразі Вайтгед проживає в будинку для людей похилого віку Святого Павла в Грінвіллі, штат Пенсільванія, США, у віці 114 років, 327 днів.

## Рекорди довгожителя
- 22 серпня 2022 року, після смерті Ленарі Кері, стала найстарішою живою людиною в Пенсільванії[11][12].
- 24 січня 2024 року стала останньою американкою яка народилася в 1910 після смерті Анонімної довгожительки з Аризони.
- 26 серпня 2024 року, після смерті Хісако Сіроїсі, стала 10-ю найстарішою живою людиною у світі.
- 22 жовтня 2024 року, після смерті Елізабет Френсіс, стала 7-ю найстарішою живою людиною у світі та найстарішою живою людиною в США[13].
- 26 вересня 2024 року стала 86-м жителем США та 225-ю людиною в історії, яка досягла 114 років.
- 29 грудня 2024 року, після смерті Томіко Ітооки стала 6-ю найстарішою живою людиною у світі.
- 26 квітня 2025 року, після смерті Окагі Хаясі, стала 5-ю найстарішою живою людиною у світі.
- 30 квітня 2025 року, після смерті Іни Канабарро Лукас, стала 4-ю найстарішою живою людиною у світі.
- 20 травня 2025 року після смерті Міне Кондо стала 3-ю найстарішою живою людиною у світі.
- 11 червня 2025 року увійшла до 100 найстаріших підтверджених людей у світі.